# Herbert Ier de Vermandois
Herbert Ier  de Vermandois, né vers 850 et mort entre 900 et 907, était fils de Pépin, petit-fils de Bernard, roi d'Italie. Il fut en 888, comte de Vermandois, seigneur de Madrie ou de Mézerais et abbé laïc de Saint-Quentin, puis vers 896-898, comte de Soissons et abbé laïc de Saint-Crépin.

## Biographie
Il apparaît en 877 à la cour du roi Charles le Chauve et est cité en 889 comme un fidèle du roi Eudes. Il devient comte de Vermandois en 896, succédant au Nibelungide Théodoric, qui était probablement son grand-père maternel. Dans les années qui suivent, il hérite de plusieurs comtés (Soissons et Madrie), tenus par d'autres Nibelungides. Cet ensemble avec le comté de Vermandois et Péronne forma une marche militaire créée en 890 pour lutter contre les Normands de la Seine.
Il tue Raoul de Cambrai (Rodulfum), fils de Baudouin Ier de Flandre en 896, engendrant ainsi entre les deux familles comtales du Vermandois et des Flandres une inimitié qui perdure jusque dans la moitié du Xe siècle.

## Mariage et enfants
Son épouse est inconnue. Une hypothèse la désigne comme Leutgarde, et elle serait fille du comte de Troyes Adalelme. Il eurent pour enfants :
- Herbert II (° 880 † 943), comte de Vermandois, de Meaux et de Soissons ;
- Béatrice, mariée vers 895 à Robert Ier, roi de France († 923), ancêtres des rois capétiens ;
- Cunégonde, mariée vers 915 à Odon Ier, comte de Wetterau.